# Hans Rollmann
Hans Rollmann (* 10. August 1877 in Köln; † 25. Mai 1940 in Calais, Frankreich) war ein deutscher Schuhfabrikant.

## Leben

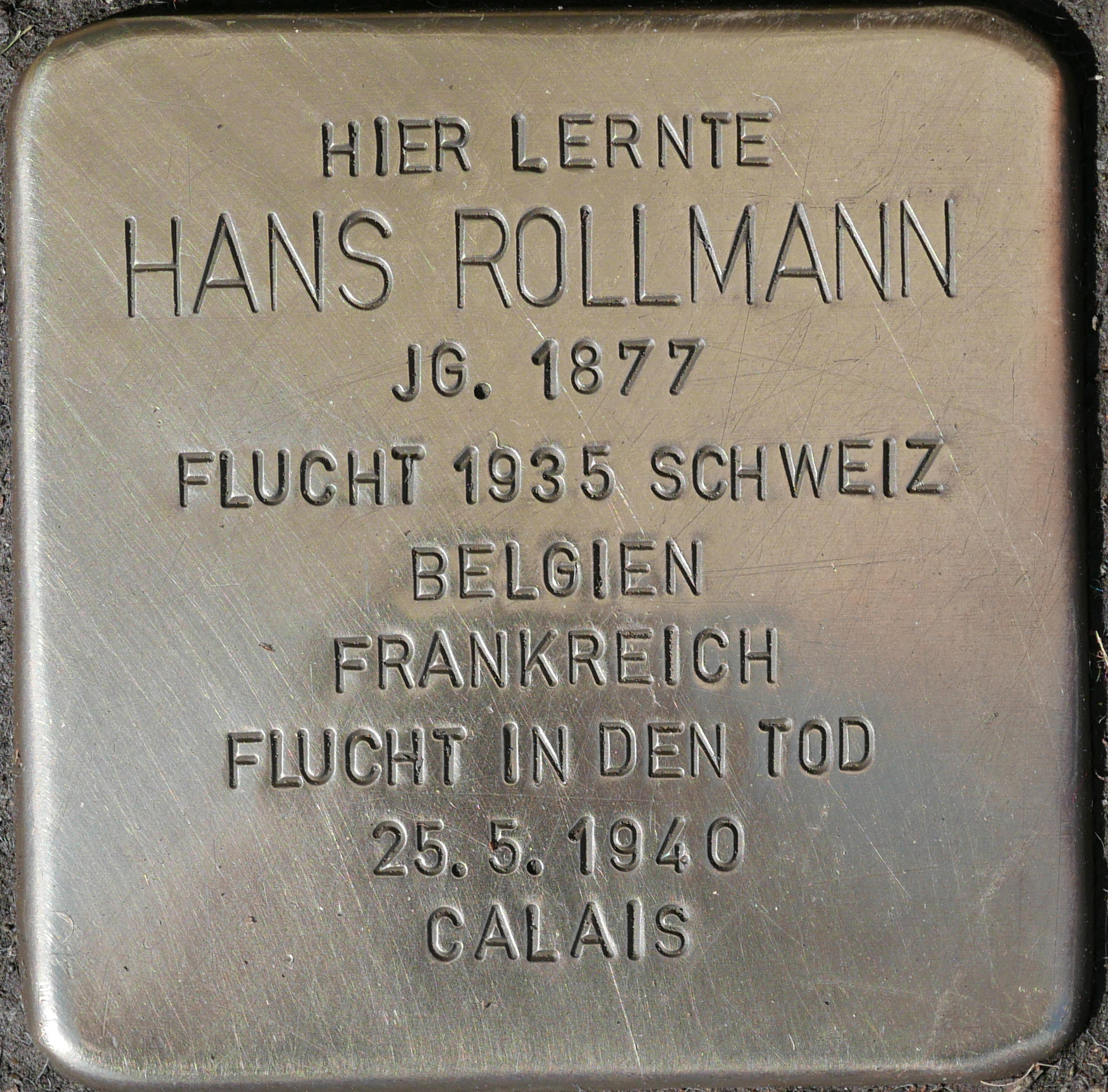
Stolperstein für Hans Rollmann, Vogelsanger Str. 1 (Gymnasium Kreuzgasse)

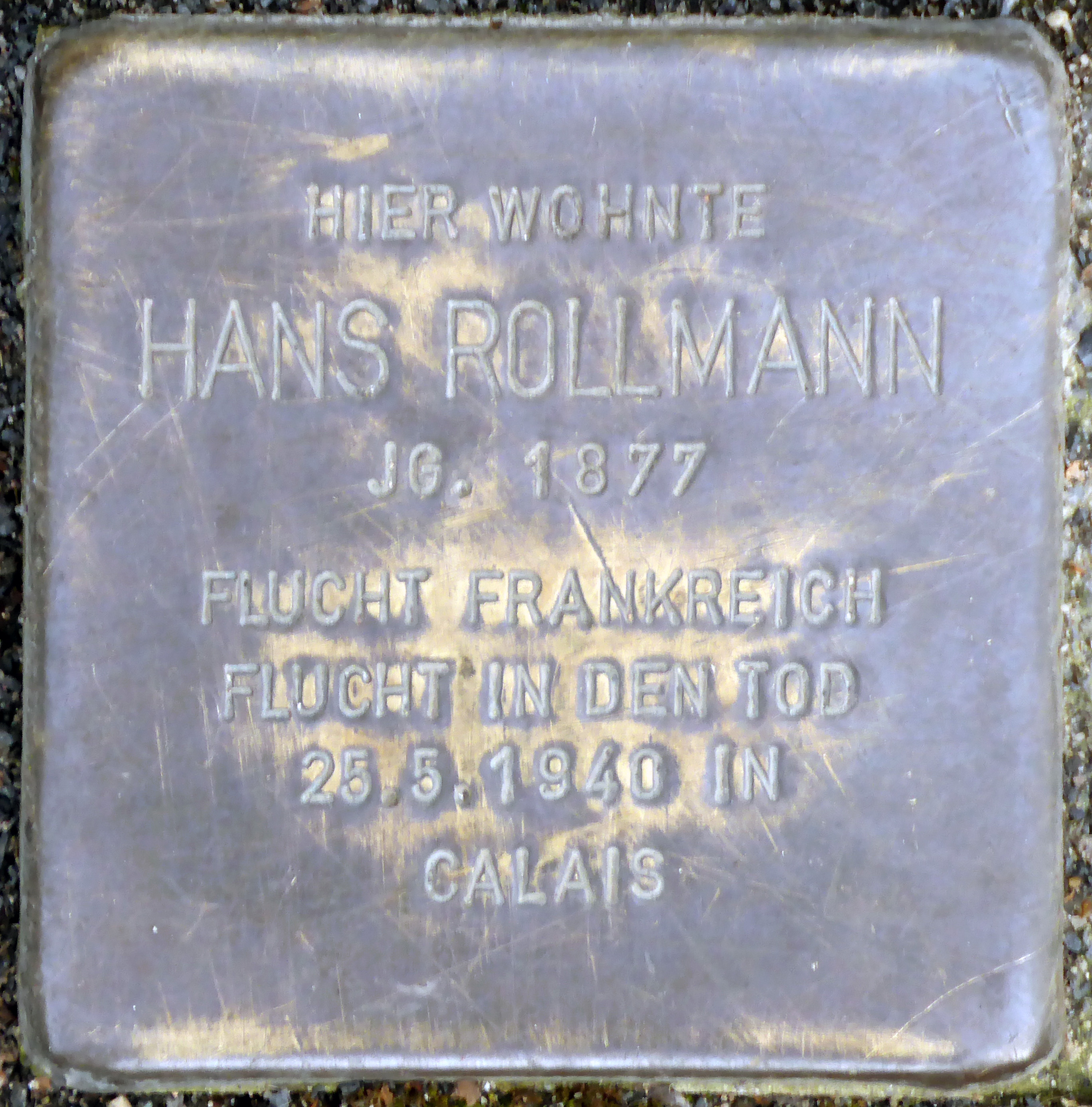
Stolperstein für Hans Rollmann, Pferdmengesstraße 25

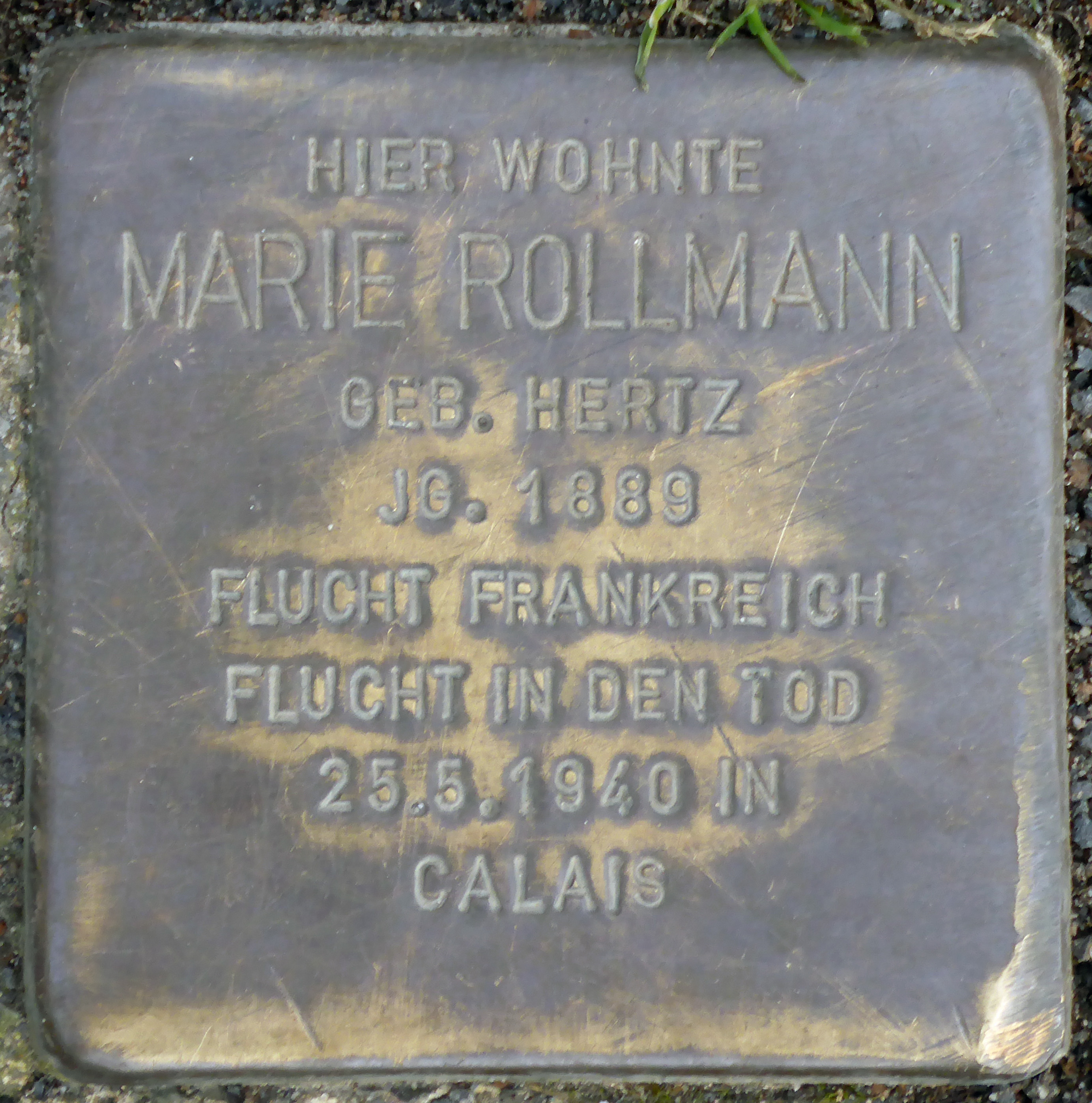
Stolperstein für Marie Rollmann, Pferdmengesstraße 25

Nach dem Besuch der Höheren Bürgerschule Kreuzgasse in Köln absolvierte Hans Rollmann in der väterlichen Schuhfabrik Rollmann & Mayer eine Lehre. 1911 übernahm er Rollmann & Mayer und führte das Unternehmen erfolgreich weiter. Ende 1921 gründete er zusammen mit zwei Partnern eine weitere Schuhfabrik, die Romika in Gusterath-Tal.
Hans Rollmann war seit 1909 verheiratet mit Marie, geb. Hertz, am 8. Oktober 1889 ebenfalls in Köln geboren. Das Ehepaar hatte drei Söhne.
Da die Familie der jüdischen Religion angehörte, wurde sie nach der Machtübernahme der Nationalsozialisten 1933 diskriminiert. Die Familienmitglieder sowie die Firmen waren Übergriffen durch die Nationalsozialisten ausgesetzt.
1935 kehrte Hans Rollmann nach einem Kuraufenthalt in der Schweiz nicht nach Deutschland zurück, da er gewarnt worden war, dass seine Verhaftung bevorstand. Die Nationalsozialisten suchten die Familie per Steuersteckbrief und griffen auf das Privat- und Firmenvermögen der Familie zu, um die diskriminierende Reichsfluchtsteuer einzutreiben. Die Familie verlor ihren kompletten Besitz in Deutschland. Am 8. November 1935 wurde die gesamte Inneneinrichtung aus der Villa Rollmann in Köln-Marienburg, Goltsteinstraße 223 (heute Pferdmengesstraße 25) im Auftrag der Reichsfinanzverwaltung im Auktionshaus Franz A. Menna in Köln zwangsversteigert. Zum Aufruf kamen über 400 Positionen.
Die Familie wählte als Aufenthaltsort das belgische Brüssel und versuchte von dort ihre Emigration in die USA vorzubereiten. Mit dem Überfall der Wehrmacht auf die westlichen Nachbarländer waren Hans und Marie Rollmann erneut bedroht. Um einer Verhaftung durch die Nationalsozialisten zuvorzukommen, nahmen sich Hans und Marie am 25. Mai 1940 in Calais, Frankreich, wohin sie geflüchtet waren, das Leben. Den Söhnen gelang die Flucht nach Amerika, wo zwei der drei Brüder erneut eine Schuhfabrik aufbauten.
Ab 1949 erhoben die Söhne von Hans und Marie Rollmann im Rahmen der Restitutionsprozesse Rückerstattungsansprüche auf ihr geraubtes Vermögen, im Fall der Schuhfabrik Romika zusammen mit dem früheren Mitaktionär Karl Kaufmann. Ihrer Meinung nach hatte die Verfolgung durch die Nationalsozialisten die Familie in wirtschaftliche Schwierigkeiten gebracht, die letztlich zu den Konkursen der Fabriken führte. Auch ihr Privatvermögen hatten sie allein wegen der diskriminierenden Gesetzgebung verloren. Durch Entscheidungen verschiedener Restitutionsgerichte bzw. durch Vergleichseinigungen mit den Nachbesitzern erhielten die Söhne einen finanziellen Ausgleich für ihr geraubtes Vermögen.
Im Jahr 2010 wurden vor ihrem letzten frei gewählten Wohnort, ihrer Villa in der Goltsteinstraße 223 (dieser Abschnitt der Straße ist heute in Pferdmengesstraße umbenannt), in Köln-Marienburg zur Erinnerung an Hans und Marie Rollmann, ihre Leistungen und ihre Diskriminierung, Stolpersteine verlegt. Im Gedenken an Hans Rollmann wurde vor dem Gymnasium Kreuzgasse ein weiterer Stolperstein verlegt.